# François Devillers
François Devillers (Binche, 1 januari 1973) is een Belgisch politicus voor de PS.

## Levensloop
Beroepshalve werd Devillers leraar in het provinciaal onderwijs. Van 2009 tot 2011 was hij eveneens parlementair attaché in de Kamer van volksvertegenwoordigers.
Hij werd politiek actief bij de PS. In 2000 werd hij verkozen tot gemeenteraadslid van Morlanwelz en sinds 2006 is hij schepen van de gemeente. Van 2014 tot 2017 was hij titelvoerend schepen. 
Van juli 2014 tot januari 2017 zetelde Devillers voor het arrondissement Thuin, waar Morlanwelz tot 2018 deel van uitmaakte, in het Waals Parlement en in het Parlement van de Franse Gemeenschap terecht als vervanger van Waals minister Paul Furlan. Sinds 2019 is hij tevens ondervoorzitter van de PS-federatie van de Centre.
Tevens was Devillers van 2011 tot 2018 voorzitter van de vzw die de meren van de Eau d'Heure uitbaat.